# Internationale Wielerweek
De Internationale Wielerweek, of Settimana Ciclistica Internazionale Coppi-Bartali is de huidige naam van een meerdaagse wielerwedstrijd die sinds 2001 hoofdzakelijk in de Italiaanse regio Emilia-Romagna wordt verreden. De wedstrijd is vernoemd naar de Italiaanse wielerhelden Fausto Coppi en Gino Bartali. Sinds 2005 maakt de wedstrijd deel uit van het Europese continentale circuit van de UCI, de UCI Europe Tour met een 2.1-categorie classificatie.
Organisator is de Gruppo Sportivo Emilia, onder andere ook de organisator van de Ronde van Emilia (m/v), Grote Prijs Bruno Beghelli (m/v), Memorial Marco Pantani en de in 2021 gestartte eendagswedstrijd Per Sempre Alfredo.

## Geschiedenis
De wedstrijd werd van 1984-1994 verreden op Sicilië onder de noemer Settimana Ciclistica Internazionale/Settimana Siciliana (Internationale Wielerweek/Siciliaanse week). In deze periode werd de koers verreden in februari variërend over vijf, zes of zeven etappes in vijf of zes dagen. In 1995 werd de koers niet verreden. In 1996 volgde een herstart op Sardinië waar ook de editie van 1997 plaatsvond, en respectievelijk als de 25e en 26e editie van de Ronde van Sardinië werden verreden. Deze twee edities over vijf etappes in vijf dagen werden in maart verreden. In 1998 werd de koers weer niet verreden. In 1999-2000 volgden twee edities onder de noemer Memorial Cecchi Gori, in 1999 over twee etappes (Florence-Siena en Montalcino-Rome) in de regio's Lazio en Toscane en in 2000 over vijf etappes in vijf dagen waarbij de regio's Emilia-Romagna, Toscane en Umbrië werden aangedaan.
Vanaf 2001 verkreeg het de toevoeging Coppi-Bartali en verplaatste de koers zich hoofdzakelijk naar de regio Emilia-Romagna, waarbij incidenteel 'uitstapjes' plaatsvonden naar de regio's Toscane, Lombardije en Veneto en in 2021 en 2022 was San Marino start- en finishplaats van een etappe. De edities omvatten vanaf 2001 vijf of zes etappes die in vier (2014-2018 plus in het corona jaar 2020) of in vijf dagen in maart werden verreden, uitgezonderd de editie van 2020 die op de aangepaste wielerkalender in september plaatsvond. Van 2002-2008 en 2010-2021 werd op de eerste dag -enige uitzondering is 2012, toen dit op de tweede dag geschiedde- een rit in lijn en een ploegentijdrit verreden. Van 2011-2014 en in 2018 werd er in deze periode ook nog een individuele tijdrit op de slotdag verreden, uitgezonderd 2013 toen dit op de voorlaatste dag geschiedde. Vanaf 2022 worden er vijf etappes in vijf dagen georganiseerd waarbij de ploegentijdrit kwam te vervallen. In 2023 werd er weer een individuele tijdrit op de slotdag verreden.

## Lijst van winnaars

### Meervoudige winnaars
| Overwinningen | Renner          | Jaren      |
| ------------- | --------------- | ---------- |
| 2             | Moreno Argentin | 1984, 1992 |
| 2             | Damiano Cunego  | 2006, 2009 |

### Overwinningen per land
| Overwinningen | Land |
| ------------- | --- |
| 22            | Italië |
| 4             | Australië |
| 2             | Denemarken, Frankrijk                                                                                            |
| 1             | Ecuador, Ierland, Letland, Moldavië, Nederland, Rusland, Tsjechië, Verenigd Koninkrijk, Zuid-Afrika, Zwitserland |

1984 · 1985 · 1986 · 1987 · 1988 · 1989 · 1990 · 1991 · 1992 · 1993 · 1994 · 1995 · 1996 · 1997 · 1998 · 1999 · 2000 · 2001 · 2002 · 2003 · 2004 · 2005 · 2006 · 2007 · 2008 · 2009 · 2010 · 2011 · 2012 · 2013 · 2014 · 2015 · 2016 · 2017 . 2018 · 2019 · 2020 · 2021 · 2022 · 2023 · 2024 · 2025
2005 · 
2006 · 
2007 · 
2008 · 
2009 · 
2010 · 
2011 · 
2012 · 
2013 · 
2014 · 
2015 · 
2016 · 
2017 ·
2018 ·
2019 ·
2020 ·
2021 ·
2022 ·
2023 ·
2024 ·
2025
Belangrijkste etappewedstrijden

Internationaal Wegcriterium · Driedaagse Brugge-De Panne · Ronde van de Alpen · Vierdaagse van Duinkerke · Ronde van Beieren · Ronde van Noorwegen · Ronde van België · Ronde van Luxemburg · Ronde van Oostenrijk · Ronde van Wallonië · Ronde van Burgos · Ronde van Denemarken · Arctic Race of Norway · Ronde van Groot-Brittannië
Belangrijkste eendaagse wedstrijden

Trofeo Laigueglia · GP Lugano · GP Nobili Rubinetterie · Dwars door Vlaanderen · Scheldeprijs · Brabantse Pijl · GP Kanton Aargau · Brussels Cycling Classic · GP Fourmies · Primus Classic Impanis-Van Petegem · Ronde van de Drie Valleien · Milaan-Turijn · Ronde van Piemonte · Ronde van het Münsterland · Ronde van Emilia · Parijs-Tours · GP Bruno Beghelli